# Pandemia de COVID-19 en Puebla
La pandemia de enfermedad por coronavirus en Puebla es parte de la pandemia de enfermedad por coronavirus causada por el COVID-19. El primer caso confirmado en el estado fue el 10 de marzo de 2020 en un hombre de 47 años procedente de Italia en la Heroica Puebla de Zaragoza trabajador de Volkswagen de México.
Algunos efectos que ha tenido la pandemia en el país incluyen la generación de compras de pánico y saqueos de establecimientos, que a su vez ha conducido al eventual desabasto de productos de limpieza e higiene personal; la suspensión de eventos socioculturales; el cierre temporal o definitivo de empresas, y la caída del precio del combustible así como del peso mexicano en los mercados de divisas internacionales.

## Antecedentes
En diciembre de 2019, la Organización Mundial de la Salud dio a conocer la existencia de la enfermedad infecciosa COVID-19, ocasionada por el virus SARS-CoV-2, tras suscitarse un brote en la ciudad de Wuhan, China. El 28 de febrero de 2020, se confirmaron los primeros casos en México: un italiano de 35 años de edad, residente de la Ciudad de México, y un ciudadano del estado de Hidalgo que se encontraba en el estado de Sinaloa. El ciudadano hidalguense originario de Tizayuca, permaneció cerca de 12 días aislado en un hotel en Culiacán, Sinaloa. Contagiándose después de un viaje a Italia del 16 al 21 de febrero. El 11 de marzo esta persona regreso a Hidalgo, fue sometido a las pruebas de control, por lo que se le declaró libre de la enfermedad.
El covid 19 es una enfermedad respiratoria muy contagiosa causada por el virus SARS-CoV-2. Se piensa que este virus se transmite de una persona a otra en las gotitas que se dispersan cuando la persona infectada tose, estornuda o habla. Es posible que también se transmita al tocar una superficie con el virus y luego llevarse las manos a la boca, la nariz o los ojos, pero esto es menos frecuente. Los signos y síntomas más frecuentes de la COVID-19 son fiebre, tos y dificultad para respirar. A veces, también se presentan fatiga, dolores musculares, escalofríos, dolor de cabeza, dolor de garganta, goteo nasal, náusea o vómito, diarrea y pérdida del sentido del gusto o el olfato. Los signos y síntomas pueden ser leves o graves y suelen aparecer entre 2 y 14 días después de la exposición al SARS-CoV-2. Algunas personas no tienen síntomas pero pueden transmitir el virus. 